# Kuiterichthys
Kuiterichthys is een monotypisch geslacht van straalvinnige vissen uit de familie van voelsprietvissen (Antennariidae).

## Soort
- Kuiterichthys furcipilis (Cuvier, 1817)